# Lauro Corona
Lauro Del Corona (Rio de Janeiro, 6 de julho de 1957 — Rio de Janeiro, 20 de julho de 1989) foi um ator brasileiro.

## Biografia
Nascido na classe média alta da zona sul carioca, começou a trabalhar aos dezesseis anos como vendedor na butique de sua mãe. Um ano depois, partiu para a carreira de modelo e fez os primeiros filmes publicitários: propaganda para a Coca-Cola e o Bob's, onde chamou a atenção do diretor Marcos de Sá, que o convidou para fazer um curso de teatro.
Em 1977, ao atuar na peça infantil Simbad, o Marujo, no Rio de Janeiro, foi descoberto por Ziembinski e Paulo José, que o convidaram para participar do especial de televisão Ciranda, Cirandinha.
A partir daí, participou de diversas telenovelas e filmes, tendo se destacado, inicialmente, em Dancin' Days (1978), de Gilberto Braga, em que era par da personagem de Glória Pires. Novela essa que bateu recordes de audiência e que virou febre nacional e pela qual venceu o cobiçado prêmio APCA de melhor ator logo na sua estreia na TV. O ator também foi destaque em outros grandes sucessos como:  Marina, Baila Comigo, grande êxito de audiência que fez seu personagem Câe Maia, ter seu penteado e o uso de bandana, copiados por todo o país. O ator ainda estrelou a popular Elas por Elas, e outras duas novelas de imenso sucesso,  Louco Amor, Corpo a Corpo, ambas de Gilberto Braga e um clássico das novelas das seis horas, Direito de Amar, última e marcante parceria com Glória Pires.
O sucesso de Lauro Corona na televisão abriu as portas ao cinema. Ele protagonizou O Sonho não Acabou, em 1982, e dois anos depois fez Bete Balanço, como par romântico da personagem de Débora Bloch, filme com música tema da banda Barão Vermelho cantada por Cazuza. O senso comum, aliás, espalhou o boato de que Cazuza e Lauro seriam primos, tanto pela sua incrível semelhança física, como também talvez por serem da mesma faixa etária e terem morrido da mesma doença, porém a informação é incorreta, não havendo nenhum parentesco entre ambos.
Laurinho, como era chamado pelos colegas de trabalho, era grande amigo da também atriz Glória Pires. Querido por todos do meio artístico,  ele era unanimidade entre os colegas de trabalho e pelo público em geral que acabou o coroando como "o galã das seis", horário este reservado para histórias de amor e de conteúdo leve. Astros da magnitude de Glória Pires, Miguel Falabella, Elke Maravilha, Suzana Vieira e Tássia Camargo já vieram em público para dizer o quanto admiravam o ator.
Sua popularidade era tanta que mereceu até um episódio no Caso Especial com o título: O Sequestro de Lauro Corona.
Também alcançou algum sucesso como cantor e apresentador do programa Globo de Ouro, nos anos 1980. Algumas das músicas são: Não vivo sem meu rock, O Céu por um beijo, Tudo pode acontecer  e Tem que provar.
Lauro também fez uma minissérie, Memórias de um gigolô em 1986 e que foi considerado pela crítica especializada como um dos seus melhores desempenhos diante as câmeras.
A última telenovela foi Vida Nova, de 1988, no papel de um imigrante português que namorava uma judia brasileira, interpretada por Deborah Evelyn.
Foi um dos galãs mais queridos da história da TV brasileira e um dos melhores atores de toda uma geração, sendo por um bom tempo, líder em correspondências da TV brasileira, superando os até então imbatíveis, Tarcisio Meira e Francisco Cuoco.
Discreto quanto sua vida pessoal, era homossexual, e foi uma das primeiras personalidades brasileiras a morrer de complicações decorrentes do vírus da AIDS. O personagem na telenovela Vida Nova teve um final apressado, com uma viagem para Israel, por causa da doença do ator. A última cena mostrava um carro preto partindo numa noite chuvosa, ao som do poema "Viajar! Perder países! " de Fernando Pessoa, declamado em off pelo próprio ator.
O atestado de óbito do ator apontou como causas da morte complicações como infecção respiratória, septicemia, doenças oportunistas, miocardite, insuficiência renal e hemorragia digestiva alta. Em nenhum momento foi citada a palavra AIDS, o que reforçou um comportamento adotado pelo jovem galã de telenovelas da Globo e os familiares nos últimos meses de vida: o de negar veementemente a doença. Lauro Corona não comentava com os amigos que era portador do vírus e nem aceitava a condição - tratava os sintomas das doenças oportunistas com homeopatia.
Os boatos de que estaria com AIDS surgiram em janeiro de 1989, quando o ator pediu afastamento da telenovela Vida Nova, na qual era protagonista, alegando estafa. Lauro se instalou em Campos do Jordão para poder descansar e repor as energias. Voltou dois meses depois, muitos quilos mais magro e com uma visível queda de cabelo. Logo em seguida mudou-se para a casa dos pais, isolando-se até mesmo dos amigos. Quando o estado de saúde piorou, foi internado, mas os pais proibiram a Clínica São Vicente na Gávea de dar qualquer informação à imprensa sobre o estado de saúde do filho.
Lauro Corona morreu depois de nove dias internado na Clínica São Vicente, e foi enterrado no Cemitério São João Batista, no Rio de Janeiro.
Sua morte causou grande comoção nacional. Seu rosto estampava as capas das revistas Amiga,  Contigo!,  Sétimo Céu, entre outras. Os fãs, mulheres e homens choraram a sua morte.
O Canal Viva elegeu Lauro como o "maior galã dos anos 1980" e isso garantiu ao astro, lugar reservado entre o restrito grupo dos cinco maiores galãs da história da TV Globo.
Lauro Corona ficou para sempre como: aquele rapaz bonito, frágil, amável, de belos olhos azuis e sorriso cativante. Como alguém disse em ocasião de sua morte: "Laurinho deixou sua marca na história da TV. Uma marca que nem o tempo será capaz de diluir".

## Filmografia

### Televisão
| Ano       | Título                | Papel                                    | Notas                                 |
| --------- | --------------------- | ---------------------------------------- | ------------------------------------- |
| 1977      | Caso Especial         |                                          | episódio: Ciranda Cirandinha          |
| 1978-1979 | Dancin' Days          | Paulo Roberto Souza Prado Cardoso (Beto) |                                       |
| 1979-1980 | Os Gigantes           | Polaco                                   |                                       |
| 1980      | Marina                | Marcelo                                  |                                       |
| 1981      | Baila Comigo          | Carlos Eduardo Maia (Caê)                |                                       |
| 1982      | Elas por Elas         | Gilberto Aranha Muniz (Gil)              |                                       |
| 1983      | Louco Amor            | Felipe Dumont (Lipe)                     |                                       |
| 1983      | Cometa Loucura        | Apresentador                             |                                       |
| 1984      | Vídeo Show            | Apresentador                             |                                       |
| 1984      | Vereda Tropical       | Victor de Oliva Salgado                  | Participação                          |
| 1984      | Corpo a Corpo         | Rafael da Motta (Rafa)                   |                                       |
| 1985      | Globo de Ouro         | Apresentador                             |                                       |
| 1986      | Tele Tema             | Ele mesmo                                | episódio: O Sequestro de Lauro Corona |
| 1986      | Memórias de um Gigolô | Mariano                                  |                                       |
| 1987      | Direito de Amar       | Adriano Monserrat                        |                                       |
| 1988-1989 | Vida Nova             | Manuel Victor                            |                                       |

### Cinema
| Ano  | Título             | Papel   |
| ---- | ------------------ | ------- |
| 1982 | O Sonho Não Acabou | Ricardo |
| 1984 | Bete Balanço       | Rodrigo |

## Prêmios e indicações
| Ano  | Prêmio      | Categoria             | Nomeação     | Resultado |
| ---- | ----------- | --------------------- | ------------ | --------- |
| 1978 | Troféu APCA | Melhor Ator Revelação | Dancin' Days | Venceu    |